# The Beauty Inside (película)
The Beauty Inside (en hangul,  뷰티 인사이드, en hanja,  뷰티 인사이드, RR= Byuti Insaideu, lit. Beauty Inside), es una película surcoreana estrenada el 20 de agosto del 2015.
La película está basada en la película norteamericana "The Beauty Inside" de Drake Doremus, la cual se centra en un hombre que se despierta todos los días en un cuerpo y rostro diferente.

## Sinopsis
Un día fatídico, en su decimoctavo cumpleaños Kim Woo-jin se despierta para ver una cara y un cuerpo que no son suyos, sorprendido y confundido, acude a su madre con su nueva apariencia, quien también se sorprende, pero entre lágrimas lo acepta por quien es. Con su ayuda y la de su mejor amigo Sang-baek, Woo-jin puede hacer frente a su extraña condición, ya que todos los días se despierta con un cuerpo diferente (independientemente de su edad, género y nacionalidad), a veces es un hombre, una mujer, un viejo, un joven, un extranjero y puede hablar diferentes idiomas. A pesar de esta difícil situación, Woo-jin sigue siendo la misma persona por dentro.
Todas las mañanas, Woo-jin se graba a sí mismo, para hacerse saber quién era ese día. Y cada mañana tiene que acostumbrarse a los cambios de ser una persona diferente, adaptándose a su nuevo cuerpo, vista, voz, etc. Después de muchos años de transformarse en diferentes personas, Woo-jin ha ideado un sistema en el que tiene todo tipo de ropa y zapatos para cualquier tipo de cuerpo, así como diferentes tipos de artículos de tocador dependiendo de si es hombre o mujer.
Como propietario de "ALX", una empresa que diseña muebles artesanales, Woo-jin puede trabajar en la privacidad de su propia casa y evitar que otros descubran su secreto.
Sin embargo, un día Woo-jin se enamora de Hong Yi-soo, una minorista de muebles, que trabaja en una tienda de muebles. Él comienza a visitarla todos los días para verla y de vez en cuando hablar con ella, sin embargo Yi-soo no se da cuenta de esto, ya que Woo-jin siempre entra como una persona diferente cada día. Cuando finalmente tiene el aspecto de un hombre guapo (Park Seo-joon) decide finalmente acercarse a ella y pedirle una cita, por lo que intenta continuar con la misma imagen con la que se presentó con Yi-so y como resultado no duerme durante unos días, sin embargo, inevitablemente no logra mantener la misma apariencia por la falta de sueño, por lo que decide alejarse de Yi-soo, ya que tiene miedo de revelarle su secreto. Sin embargo, cuando Yi-soo decide visitarlo en su casa, descubre su secreto. Aunque al principio queda sorprendida y le toma tiempo comprender y aceptar a Woo-jin por lo que es por dentro, finalmente decide quedarse a su lado y juntos idean un plan para que ella lo identifique cada vez que se transforme: Woo-jin deberá tomar su mano, y así ella sabrá que es él.
Aunque al principio todo va bien, comienzan a enfrentarse con varias dificultades en su relación, Yi-soo nunca sabe realmente quién es Woo-jin y tiene que confiar plenamente en que el extraño que le agarra la mano es él. Además, la gente comienza a chismear acerca de ella, diciendo que siempre sale con un hombre diferente. Debido a esto, Yi-soo, termina en un punto de ruptura y comienza a depender de la medicación para poder lidiar con el estrés, la ansiedad e insomnio que todo eso le genera. Cuando Woo-jin descubre por lo que está pasando y sintiéndose culpable, decide desaparecer de si vida.
A pesar de que pasa el tiempo, Yi-soo nunca ha dejado de amarlo y decide buscarlo, poco después lo encuentra en la República Checa y ahí le confiesa que todavía está enamorada de él y quiere pasar toda su vida a su lado. Después de escucharla, Woo-jin (Yoo Yeon-seok) finalmente le propone matrimonio y ella acepta.

## Elenco

### Personajes principales
| - Han Hyo-joo como Hong Yi-soo. - Park Seo-joon como Kim Woo-jin. - Seo Kang-joon como Kim Woo-jin. - Yoo Yeon-seok como Kim Woo-jin (#123). - Lee Dong-wook como Kim Woo-jin. - Do Ji-han como Kim Woo-jin. - Lee Jin-wook como Kim Woo-jin. - Kim Dae-myung como Kim Woo-jin. - Lee Hyun-woo como Kim Woo-jin. - Bae Seong-woo como Kim Woo-jin. - Lee Beom-soo como Kim Woo-jin. - Kim Sang-ho como Kim Woo-jin. - Kim Joo-hyuk como Kim Woo-jin. - Kim Hee-won como Kim Woo-jin. - Lee Jae-joon como Kim Woo-jin. | - Jang Eui-soo como Kim Woo-jin (#106). - Jo Dal-hwan como Kim Woo-jin. - Kim Do-ha (김도하) como Kim Woo-jin (#25). - Kim Hee-jin (김희진) como Kim Woo-jin. - Lee Seung-chan (이승찬) como Kim Woo-jin. - Kim Min-jae (김민재) como Kim Woo-jin. - Chun Young-woon como Kim Woo-jin. - Woo Sang-ki (우상기) como Kim Woo-jin (#89). - Kim Gwang-seop (김광섭) como Kim Woo-jin (#86). - Park Min-soo (박민수) como Kim Woo-jin (#80). - Son Seong-chan (손성찬) como Kim Woo-jin (#77). - Yoon Yeo-jin como Kim Woo-jin (#76). - Kim Rok-kyeong (김록경) como Kim Woo-jin (#52). - Park Keun-rok como Kim Woo-jin (#44). - Kim Yeon-hee como Kim Woo-jin (#39). | - Jeon Young-woon (전영운) como Kim Woo-jin (#26). - Go Bong-goo (고봉구) como Kim Woo-jin (#22). - Yoon Gi-chang (윤기창) como Kim Woo-jin (#20). - Yoon-hwan como Kim Woo-jin (#19). - Park Shin-hye como Kim Woo-jin. - Chun Woo-hee como Kim Woo-jin. - Go Ah-sung como Kim Woo-jin. - Juri Ueno como Kim Woo-jin. - Hong Da-mi (홍다미) como Kim Woo-jin. - Cha Seung-min (차승민) como Kim Woo-jin. - Ok Joo-ri (옥주리) como Kim Woo-jin. - Yoo Jae-sang (유재상) como Kim Woo-jin. - Kwon Gi-ha como Kim Woo-jin. - Kim Shin (김신) como Kim Woo-jin. - Baek Seung-hwan (백승환) como Kim Woo-jin. - Ko Kyu-pil como Kim Woo-jin (#108). |

### Personajes secundarios
- Lee Dong-hwi como Sang-baek, el mejor amigo de Kim Woo-jin, quien está encargado de las ventas y reuniones con los clientes en persona de la empresa "ALX".[18]
- Lee Geung-young como el padre de Kim Woo-jin.
  - Lee Sung-woo como el padre de Woo-jin (joven).
- Moon Sook como la madre de Kim Woo-jin.[19]
  - Kim Si-eun como la madre de Woo-jin (joven).
- Lee Mi-do como Hong Eun-soo, la hermana mayor de Yi-soo.
- Shin Dong-mi como la jefa de departamento.
- Choi Yong-min como el padre de Yi-soo.

### Otros personajes
- Lee Jin-sung (이진성) como un interno de urgencias (ER).
- Kim Yi-jung (김민정) como una residente de neurología.
- Gong Min-jeung (공민정) como una residente de neurología.
- Moon Kyung-min (문경민) como un doctor.
- Oh Sang-cheol (오상철) como un trabajador en la fábrica "Sangbaek".
- Kim Yun-hee (김연희).
- Kim Won-jin (김원진).
- Kim Yoon-shik (김윤식).
- Lee Ji-min (이지민) como una joven en el salón.
- Lee Bom (이봄) como una joven en el salón.

## Premios y nominaciones
| Año  | Categoría               | Premios                                   | Nominado (a)                   | Resultado |
| ---- | ----------------------- | ----------------------------------------- | ------------------------------ | --------- |
| 2016 | Mejor actriz            | 25th Buil Film Award                      | Han Hyo-joo                    | Nominada  |
| 2016 | Mejor actriz (Film)     | 52nd Baeksang Arts Award                  | Han Hyo-joo                    | Nominada  |
| 2016 | Mejor actriz            | 11th Max Movie Award                      | Han Hyo-joo                    | Nominada  |
| 2016 | Mejor actriz de reparto | 10th Asian Film Award                     | Juri Ueno                      | Nominada  |
| 2015 | Top Star Award          | 4th Korean Film Actor's Association Award | Han Hyo-joo                    | Ganó      |
| 2015 | Mejor actriz            | 36th Blue Dragon Film Award               | Han Hyo-joo                    | Nominada  |
| 2015 | Best Music              | 36th Blue Dragon Film Award               | Jo Yeong-wook                  | Nominado  |
| 2015 | Best Editing            | 36th Blue Dragon Film Award               | Yang Jin-mo                    | Ganó      |
| 2015 | Best Cinematography     | 36th Blue Dragon Film Award               | Kim Tae-gyeong                 | Nominado  |
| 2015 | Best Lighting           | 36th Blue Dragon Film Award               | Hong Seung-cheol               | Nominado  |
| 2015 | Mejor actriz            | 52nd Grand Bell Award                     | Han Hyo-joo                    | Nominada  |
| 2015 | Best New Director       | 52nd Grand Bell Award                     | Baek Jong-yul                  | Ganó      |
| 2015 | Mejor guion             | 52nd Grand Bell Award                     | Kim Seon-jeong y Park Jeong-ye | Nominados |

## Producción
La película también fue conocida como '"Beauty Inside". Estuvo basada en la película norteamericana "The Beauty Inside" de Drake Doremus, estrenada el 16 de agosto del 2012 y protagonizada por Mary Elizabeth Winstead, Topher Grace y Matthew Gray Gubler.
La película fue dirigida por Baek Jong-yul (alias "Baik"), quien contó con el apoyo del productor Park Tae-joon, así comode los guionistas Kim Sun-jung y Noh Kyung-hee
La música estuvo a cargo de Jo Yeong-wook, mientras que la edición estuvo a cargo de Yang Jin-mo y cinematográfica estuvo en manos de Kim Tae-gyeong.
El papel de "Kim Woo-jin" fue interpretado por más de 20 actores diferentes.
La película contó con el apoyo de la compañía de producción "Yong Film" y fue distribuida por Next Entertainment World.

### Recepción
Katie Walsh del "Los Angeles Times" escribió: "Es satisfactorio, encantador y sorprendente: una película que mantiene sus elementos sobrenaturales basados en la realidad, con un enfoque en la espiritualidad del amor verdadero".

### Distribución internacional
Antes de su estrenó, se vendieron los derechos de distribución en el Mercado de Cine de Cannes (Cannes Film Market) a 11 países asiáticos, incluidos Japón, Hong Kong, Macao, Taiwán, Singapur, Malasia, Indonesia, Brunéi y Filipinas.
Por otro lado "Well Go USA" estrenó la película en sus cines el 11 de septiembre de 2015 con un lanzamiento de DVD y Blu-ray para el 2 de febrero de 2016.

### Taquilla
La película obtuvo un total bruto de $14,291,242 USD (de 2,057,896 entradas totales).
También obtuvo un total de 646 proyecciones para la película.

### Remake y adaptaciones
- The Beauty Inside (serie de televisión), estrenada el 1 de octubre del 2018 y protagonizada por Lee Min-ki y Seo Hyun-jin.[31][32][33][34]